# Wilemania tripartita
Wilemania tripartita är en fjärilsart som beskrevs av Alfred Ernest Wileman 1911. Wilemania tripartita ingår i släktet Wilemania och familjen mätare. Inga underarter finns listade i Catalogue of Life.